# Neochactas caroniensis
Espèce
Synonymes
- Broteochactas caroniensis González-Sponga, 1996

Neochactas caroniensis est une espèce de scorpions de la famille des Chactidae.

## Distribution
Cette espèce est endémique de l'État de Bolívar au Venezuela. Elle se rencontre vers Piar.

## Description
Le mâle holotype mesure 28,65 mm et la femelle paratype 27,38 mm.

## Systématique et taxinomie
Cette espèce a été décrite sous le protonyme Broteochactas caroniensis par González-Sponga en 1996. Elle est placée dans le genre Neochactas par Soleglad et Fet en 2003.

## Étymologie
Son nom d'espèce, composé de caroni et du suffixe latin -ensis, « qui vit dans, qui habite », lui a été donné en référence au lieu de sa découverte, le Caroní.

## Publication originale
- González-Sponga, 1996 : Aracnidos de Venezuela. Un nuevo genero, cinco nuevas especies, redescripcion de Chactas setosus Kraepelin, 1912 y reporte para Venezuela de Broteochactas colombiensis Gonzalez-Sponga, 1976 (Scorpionida, Chactidae). Memoria de la Sociedad de Ciencias Naturales La Salle, vol. 56, no 145, p. 3-33.